# Дислокация (кристаллография)

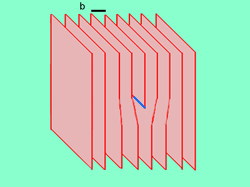
Схематическое изображение краевой дислокации. Вектор Бюргерса обозначен чёрным цветом.

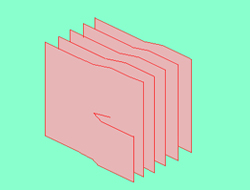
Схематическое изображение винтовой дислокации.

Дислока́ция — линейный дефект или нарушение кристаллической решётки твёрдого тела. Наличие дислокаций существенно влияет на механические и другие физические свойства твердого тела.
Выделяют два основных типа дислокаций: краевые и винтовые. Дислокации смешанного типа являются комбинацией указанных двух типов.
Образование краевой дислокации можно представить как результат удаления одной полуплоскости из кристаллической решётки в середине кристалла. В этом случае окружающие дефект плоскости уже не будут прямыми, однако они будут огибать границу уничтоженной полуплоскости так, что на гранях кристалла структура решетки не будет нарушена и дефект не будет виден.
Линия, отделяющая дефектную область кристалла от бездефектной, называется линией дислокации.
Простейшая наглядная модель краевой дислокации — книга, у которой от одной из внутренних страниц оторвана часть. Тогда, если страницы книги уподобить атомным плоскостям, то край оторванной части страницы моделирует линию дислокации.

## История исследования
Первоначально математическая теория дислокаций была разработана Вито Вольтеррой в 1905 г., однако сам термин «дислокация» был предложен позднее в работах профессора Бристольского университета Фредерика Франка.

## Общее определение
С математической точки зрения, дислокация — это топологический дефект, называемый также солитоном. Дислокации относятся к стабильным образованиям. Две противоположно ориентированные дислокации, встретившись, могут взаимно уничтожиться (аннигилировать), но одиночная дислокация не может исчезнуть, если не выйдет на грань кристалла.
Основная геометрическая характеристика дислокаций — вектор Бюргерса. Если в идеальном кристалле провести замкнутый контур, а затем попытаться провести такой же контур вокруг области с дислокацией, то контур будет разорван. Вектор, который нужно провести для замыкания этого контура, и есть вектор Бюргерса дислокации. Он характеризует величину и направление сдвига атомных плоскостей, приводящего к образованию дислокации.
В зависимости от угла φ между вектором Бюргерса и линией дислокации различают дислокации винтовые (φ=0), краевые (φ=90°) и смешанные (произвольный угол φ). Смешанные дислокации могут быть разложены на краевую и винтовую компоненты.